# Єфименко Родіон Родіонович
Єфименко (Юхименко) Родіон Родіонович — радянський, український кінорежисер, сценарист. Заслужений працівник культури УРСР (1976). Член Національної спілки кінематографістів України.

## Життєпис
Народився 6 листопада 1934 р. в Одесі в родині театрального режисера Р. Д. Єфименка і актриси Є. В. Селецької. Закінчив режисерський факультет Київського державного інституту театрального мистецтва ім. І. Карпенка-Карого (1957).
Працював у театрах, на Київській кіностудії художніх фільмів ім. О. П. Довженка. З 1958 р. — на студії «Укртелефільм».
Викладав у Київському державному інституті театрального мистецтва ім. І.Карпенка-Карого (керівник курсу, 1969—1974).
Помер після тривалої хвороби 18 березня 2008, похований поруч з могилами свого батька і матері на Дарницькому кладовищі Києва.

## Фільмографія
Поставив стрічки:
- «Місто, в якому ми живемо» (1959),
- «Наші зустрічі» (1960),
- «Карнавал юності» (1961),
- «Прогулянка по Києву» (1962),
- «Майстри мистецтв» (1962),
- «Свіччине весілля» (1962),
- «Останні» (1963),
- «Сторінка життя» (1964),
- «Ми з України» (1964),
- «Добридень, Києве» (1965),
- «Кобзар» (1965),
- «Джерело натхнення» (1966),
- «Тут жив Кобзар» (1966, перший кольоровий український т/ф, диплом і приз СК СРСР),
- «77 тромбонів» (1966),
- «Тридцять три хвилини мовчання» (1967),
- «Філіпінки в Києві» (1967),
- «Година над планетою» (1968),
- «Будинок 25/69» (1969),
- «Ятрань» (1969, Приз за зображальне рішення СК СРСР),
- «Пізнай себе» (1971, співавт. сцен. з А. Делендіком. Гран-прі і Золота медаль Міжнародного кінофестивалю фільмів, присвячених медицині, Варна, 1973),[недоступне посилання з червня 2019]
- «Перший шторм» (1972),
- «Хто за? Хто проти?» (1977, Приз журналу «Новини кіноекрану» IV Республіканського кінофестивалю «Людина праці на екрані», Кременчук, 1978),
- «Наталка Полтавка» (1978),
- «Пісні Ігоря Шамо» (1984),
- «Українські посиденьки» (1986),
- «Вісімнадцятирічні» (1987, 2 а)],
- «Злука»,
- «Січ. 500-ліття козацтва»,
- «А що ми за народ такий?» (1990),
- «Я в політику пішов»,
- «Голгофа України» (1991),
- «Михайлова гора. …Жадаю, жадаю, жадаю…»,
- «Михайлова гора. Марія» (1994),
- «Маестро Сергій» (1995),
- «Олександра» (1996),
- «Від Подолу до Золотих воріт» (1998, відео).

Автор сценаріїв телефільмів «Джерело натхнення», «Тут жив Кобзар», «Філіпінки в Києві», «Будинок 25/69» тощо.